# Goerodes subanganus
Goerodes subanganus är en nattsländeart som först beskrevs av Georg Ulmer 1951.  Goerodes subanganus ingår i släktet Goerodes och familjen kantrörsnattsländor. Inga underarter finns listade i Catalogue of Life.